# Generation П (фильм)
«Generation П» — российская экранизация одноимённого романа Виктора Пелевина, снятая в 2011 году режиссёром Виктором Гинзбургом. Работа над фильмом началась в конце 2006 года, в российский прокат фильм вышел 14 апреля 2011 года. В первые два дня проката на территории СНГ фильм посмотрели 255 тысяч зрителей, сборы за этот период составили более 2 миллионов долларов.

## История создания
Проект снимался как независимое кино — деньги на съёмку Гинзбург привлекал самостоятельно. Бюджеты стремительно кончались, и несколько раз картина была на грани остановки, поэтому процесс съёмок занял около пяти лет.
Фильм «Generation П» — первая большая работа автора — был воспринят публикой и критиками очень остро. Одни утверждали, что в нём нет и тени Пелевина, другие уверены, что он — точный подстрочник романа. При этом, работая над сценарием, Гинзбург изменил по-своему многие части, впрочем, очень аккуратно, боясь нарушить атмосферу самого произведения.
Сценарий в корне отличается от романа по структуре и динамике. У меня рекламщик рождается в киоске ещё до появления Морковина, изменена последовательность ключевых событий, визуализирована и связана воедино мистическая линия, которая считалась просто неподъёмной для кино, и, конечно, я дал герою то, что необходимо в кинематографе — собственную волю, когда он создаёт кандидата Смирнова. Ведь это история без классического сюжета, тут всё завязано на динамике, на силе аттракциона и на „о нет!“ философской мысли. Меня даже радует, что критики принимают это за дословную экранизацию — получается, мне удалось донести дух и суть произведения до зрителя.Виктор Гинзбург

## Сюжет
Выпускник Литинститута Вавилен Татарский через карьеру в рекламном бизнесе России 1990-х годов проходит путь от продавца в ларьке до цифрового воплощения мужа богини Иштар.
Сюжет в целом соответствует роману Пелевина, при этом опущены или сокращены некоторые главы романа, а также добавлены сцены, которых нет в книге. Так, «речь» Че Гевары о вау-импульсах и вау-факторах, которая занимает более 5 % общего объёма романа, в фильме длится чуть более минуты. Всего из одной фразы Морковина в книге: «Надо новых политиков делать, современных — программу вместе с харизмой!» в фильме выведена линия нового президента России Николая Смирнова, которого «Межбанковский комитет» «слепил» из водителя Коли, используя западный бренд водки Smirnoff.

## В ролях
- Владимир Епифанцев — Вавилен Татарский
- Михаил Ефремов — Леонид (Легион) Азадовский
- Андрей Фомин — Сергей Морковин
- Владимир Меньшов — Фарсук Карлович Фарсейкин
- Александр Гордон — Владимир Ханин
- Олег Тактаров — Вовчик Малой
- Рената Литвинова — Алла
- Андрей Панин — водитель Коля — президент Николай Смирнов
- Сергей Шнуров — Андрей Гиреев
- Леонид Парфёнов — камео
- Амалия Мордвинова — Лена
- Андрей Васильев — помощник Азадовского
- Роман Трахтенберг — Саша Бло
- Юрий Сафаров — Гусейн
- Иван Охлобыстин — Малюта
- Алексей Вейцлер — камео
- Елена Полякова — продавщица эзотерических товаров
- Марианна Максимовская — камео
- Игорь Григорьев — Сергей
- Юлия Бордовских — камео
- Павел Пепперштейн — монтажёр Сеня
- Василий Горчаков — ханыга из партии «Народная воля»
- Игорь Миркурбанов — Дима Пугин
- Валерий Николаев — эпизод
- Алексей Подольский — эпизод
- Ираклий Квирикадзе — старик в лесу
- Сергей Ионес — Давидсон
- Константин Крюков — эпизод

## Съёмочная группа
- Режиссёр: Виктор Гинзбург

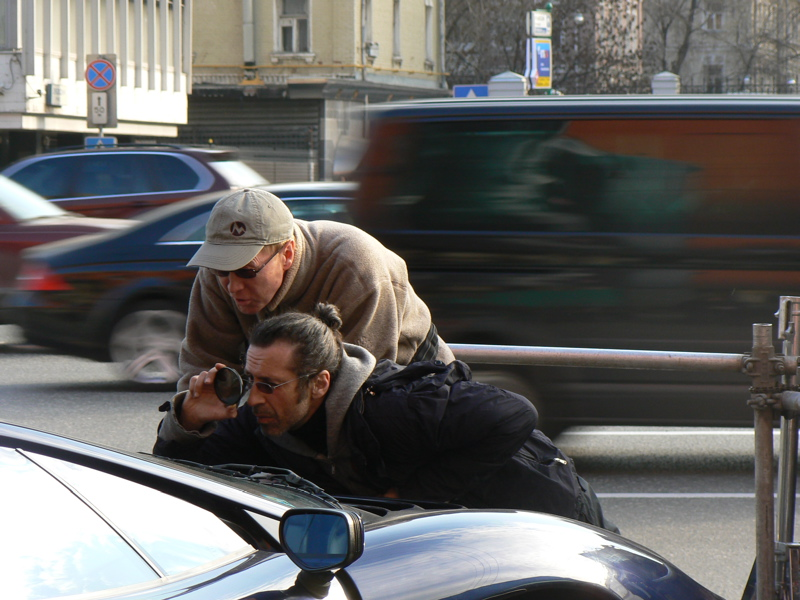
Рабочий момент на съёмках

- Сценаристы: Джина Гинзбург, Виктор Гинзбург
- Оператор: Алексей Родионов
- Художники: Пётр Пророков, Екатерина Харнас, Юрий Матей, Нина Кобиашвили
- Дизайн: Даниэл Обэр, Алекс Тылевич, Антон Реоли, Андрей Будаев, Юрий Балашов, студия Лебедевa, студия ТРИГРАФ
- Монтаж: Антон Анисимов, Каролина Мачиевска, Ираклий Квирикадзе, Владимир Марков
- Супервайзер визуальных эффектов: Антон Реоли, Владимир Лещинский
- Сопродюсеры: Роджер Триллинг, Иван Засурский, Джим Стил, Стивен Бенсон, Кристин Хэверкрофт, Дмитрий Юрцвайг
- Генеральные продюсеры: Юрий Крестинский, Леонид Огородников, Андрей Васильев, Владимир Яковлев, Данил Хачатуров
- Продюсеры: Алексей Рязанцев, Стас Ершов, Джина Гинзбург, Виктор Гинзбург

## Критика и отзывы
Мы носимся с нашими девяностыми как с писаной торбой, но каким-то образом ощущение радостного и опасного хаоса удалось передать режиссёру, который называет себя «американцем в России и русским в Америке». Фильм Гинзбурга — туземный «Гражданин Кейн» без финального покаяния — заканчивается в той точке, где пелевинская сатира из девяностых становится реальностью сегодняшнего дня.
— Мария Кувшинова, OpenSpace.ru

У режиссёра фильма Виктора Гинзбурга получилось главное — он достоверно передал именно этот посыл, это чувство мистического отчаяния от того, что тебя «засосало», а от правил игры уже не отказаться. От детальной проработки российской действительности 90-х с её торгашами, «крышами», разборками и стрелками, малиновыми пиджаками и поклонением Пепси-коле, режиссёр постепенно, но с нарастающей силой, переходит к захлестывающей Матрице.
— Оксана Нараленкова, Российская Газета

Вербальное остроумие Пелевина и визуальная фантазия Гинзбурга представляют гнозис в трагикомическом виде, а там, где высмеиваются амбиции рекламодателей, пародируются приёмы рекламщиков и звучит едкая издёвка над всей современной цивилизацией — в виде натурального стёба… С другой стороны, экранная версия «Generation „П“» имеет отчётливое отношение к жанру киберпанка, где действие часто происходит в киберпространстве, размывающем границу между действительностью и виртуальной реальностью.
— Виктор Матизен, Новые Известия

Тем удивительнее, что именно этот сумбурный, ввергающий в непонимание пересказ вдруг оказывается единственным вариантом адекватной передачи главного эффекта романа — шока от того, как из хаотичного нагромождения смыслов и бессмыслиц, постмодернистского гона и размышлений о русской ментальности вдруг сама по себе складывается чёткая картина мироустройства, незримая фигура того самого русско-вавилонского пса, уже очнувшегося и пускающего слюни.
— Денис Рузаев, Time Out Москва

Это кино не про кокаин, мухоморы, рекламу и «лихие девяностые», как пишут те, кто фильма в глаза не видел.
Это кино про рехнувшуюся страну, которая «нюхнула» свободы и обезумела, потеряв целое поколение несчастных мальчиков, ставших сукиными сынами и бессовестной сволочью. Это — сатира. Самая настоящая, по заветам Свифта и Щедрина. Сатира, как полагается, с элементами фантасмагории. Талантливый плевок в физиономию всем заправилам нынешней мерзопакостной жизни…
— Татьяна Москвина, Аргументы Недели

Фильм удался — потому что очень живой, смотрится «на одном дыхании» и говорит о серьёзных вещах легко и весело. Это несомненная удача — суметь изобразить достаточно гадкую жизнь, своего рода «антиутопию», и сделать это с юмором, с весёлыми аттракционами для зрителя, с показом всяческой роскоши и красоты. Без какого-либо занудства, без малейших попыток выжать слезу, без претензий на трагедию даже там, где она, возможно, есть. Без морализирования — или с таким морализированием, которое не напрягает. Фильм пьётся как газированный коктейль с чем-то пьянящим и опасным.
— Леонид Смирнов, Росбалт

Это фильм виртуозный, демонстрирующий последствия победы капитализма в холодной войне, его можно сравнить с легендарным фильмом «Прирождённые убийцы» Оливера Стоуна. Картина взрывная, впечатляющая. Фильм убедительно воссоздает на экране революционный период, и может похвастаться впечатляющей ценностью для истории, погружает в среду, рисует яркие зрительные образы времени.
— Peter Debruge, Variety

… «Generation П» стоит досмотреть, даже если происходящее на экране вас озадачивает. Ведь это во многом замочная скважина, сквозь которую открывается будущее всего мира.
— Joshua Rothkopf, Time Out New York

Поп-артовый постсоветский сатирический фильм, снятый по заумно сложному роману Виктора Пелевина «Generation П», опубликованному в 1999 году, представляет собой дерзкий и головокружительный комментарий о возможностях рекламы и о совращении души. Несуразный, необузданный, перенасыщенный и неистовый фильм «Generation П» выглядит роскошно (великолепная операторская работа Алексея Родионова), но фильм озадачивает ничуть не меньше чем развлекает. В поисках своей духовности Вавилен роется в мусорном баке рынка — подстёгиваемый галлюциногенными грибами и ЛСД — и не удивительно что его пальцы натыкаются как на чеченских бандитов, так и на призрак Че Гевары. Но в фильме этим хаосом рулит такая уверенная дерзость мысли, которая возвышает материал от унылой алчности до исступлённого торжества слоганов и перевоплощения.
— Jeannette Catsoulis, The New York Times

Одновременно развлекательный и циничный, полный праведного гнева, фильм «Generation П» — это путешествие к жестокому и прогнившему центру медиа/власти страны, чья борьба за самосознание превратилась в зловещую рекламную кампанию.
— Vadim Rizov, IndieWire

## Награды и премии
Фильм был приглашён в официальные программы десятков ведущих фестивалей мира, включая престижную программу «Авангард» фестиваля в Торонто. Фильм выиграл «Специальное упоминание жюри» в Карловых Варах и получил приз зрительских симпатий на проходившем в Варшаве фестивале российского кино «Спутник над Польшей», самого крупного в мире ежегодного смотра российских фильмов.
Издание «Russia Beyond the Headlines», являющееся международным проектом «Российской газеты», назвала Generation «П» одним из лучших 11 фильмов 2011 года, поставив его на первое место.
В январе 2012 года американское интернет-издание The Huffington Post поставило фильм на первое место среди 63 иностранных фильмов, принимавших участие в международном кинофестивале в Палм-Спрингс (Калифорния).

## Места съёмок
Фильм был снят в Москве и Подмосковье. Так, «Институт пчеловодства», он же «Межбанковский комитет», снимался в основном в здании РИА Новости на Зубовском бульваре. Кабинет Азадовского с панорамным видом на Москву снимался в Смоленском пассаже.